# Sebastian Haidacher
Sebastian Haidacher (* 7. Januar 1866 in Forstau; † 27. Juli 1908 in München) war ein österreichischer römisch-katholischer Priester und Kirchenhistoriker.

## Leben
Nach der Priesterweihe 1888 war er von 1889 bis 1893 Kooperator in Gnigl und von 1893 bis 1898 Hofkaplan bei Fürsterzbischof Haller. Nach der Promotion zum Dr. theol. 1897 war er ab 1896 Supplent für Pastoraltheologie und 1898 ordentlicher Professor für Kirchengeschichte und Kirchenrecht an der theologischen Fakultät in Salzburg (1903/1904, 1907/1908 Dekan). 

## Schriften (Auswahl)
- Studien über Chrysostomus-Eklogen. Wien 1902, OCLC 797966273. nbn-resolving.org
- Des hl. Johannes Chrysostomus Büchlein über Hoffart und Kindererziehung. Samt einer Blumenlese über Jugenderziehung aus seinen Schriften. Freiburg im Breisgau 1907, OCLC 174857069. archive.org